# Jordi Marsal i Muntalà
Jordi Marsal i Muntalà (Manresa, 8 de maig de 1951 - Manresa, 21 de febrer de 2022) va ser un filòsof i polític català, diputat al Congrés dels Diputats de la II a la VIII legislatures.

## Biografia
És llicenciat en Filosofia i Lletres i diplomat en Alts Estudis Militars. Ha estat professor de Filosofia Antiga a la Universitat de Barcelona fins a 1979. Militant socialista en la clandestinitat durant el franquisme, fou representant del PSC-Congrés a l'Assemblea de Catalunya, al Consell de Forces Polítiques de Catalunya i en la Plataforma d'Organismes Democràtics. Ha estat president de la Federació XI del PSC-PSOE i membre del Consell Nacional i del Comitè Federal del PSOE.
A les eleccions municipals espanyoles de 1979 i 1983 fou elegit tinent d'alcalde de l'ajuntament de Manresa. Ha estat diputat per la província de Barcelona a les eleccions generals espanyoles de 1982, 1986, 1989, 1993, 1996, 2000 i 2004, en les que ha estat portaveu de defensa del Grup Socialista, membre de la Comissió d'Exteriors i de la delegació espanyola en l'Assemblea Parlamentària de l'OTAN. També és soci d'honor de l'Observatori Europeu de Seguretat i Defensa.
Amb la presidència del govern de José Luis Rodríguez Zapatero i el nomenament de Carme Chacón com a ministra de Defensa, va passar a ser-ne assessor i adjunt al director del Centre Superior d'Estudis de la Defensa Nacional (CESEDEN).